# シェーファー反射
シェーファー反射（英: Schaeffer reflex, Schaeffer's sign）とは、脊髄を反射弓とする脊髄反射のひとつであり、正常時には現れない病的反射である。錐体路障害を示唆するものとして信頼度が高い。バビンスキー反射の変法のひとつである。
ドイツの神経学者、マックス・シェーファー（Max Schaeffer）によって発見された。

## 反射の概要
- アキレス腱を指で強くつまむ。
- 母指が背屈する。